# Clube DataRo de Ciclismo-Bottecchia
Clube DataRo de Ciclismo-Bottecchia is een wielerploeg die een Braziliaanse licentie heeft en in 2000 werd opgericht als amateurwielerploeg. Sinds 2011 heeft de ploeg zijn UCI-licentie en kan het sindsdien dus deelnemen aan de continentale circuits.

## Bekende (oud-)renners
- Gregolry Panizo (2011)

## Seizoen 2014

### Selectie
| Naam                            | Geboortedatum     | Nationaliteit | Ploeg 2013                              |
| ------------------------------- | ----------------- | ------------- | --------------------------------------- |
| Brayan Baena                    | 18 december 1991  | Brazilië      | Neo                                     |
| Ramiro Cabrera                  | 8 februari 1988   | Uruguay       | Funvic Brasilinvest-São José dos Campos |
| William Chiarello (vanaf 25/06) | 14 mei 1991       | Brazilië      | São Lucas-Giant-Bontrager-Americana     |
| Cristian da Rosa                | 4 september 1987  | Brazilië      |                                         |
| Renato dos Santos               | 31 januari 1983   | Brazilië      |                                         |
| Caio Godoy (tot 09/04)          | 24 april 1995     | Brazilië      | Neo                                     |
| Rodrigo Melo (tot 20/03)        | 30 juli 1987      | Brazilië      |                                         |
| Lucas Mendes                    | 15 oktober 1988   | Brazilië      | Neo                                     |
| Gregolry Panizo                 | 12 mei 1985       | Brazilië      | Funvic Brasilinvest-São José dos Campos |
| Thiago Rodrigues da Silva       | 30 januari 1989   | Brazilië      |                                         |
| Áquila Roux (vanaf 16/04)       | 12 september 1995 | Brazilië      | Equipe UFF de Ciclismo                  |
| Nilceu dos Santos               | 14 juli 1977      | Brazilië      | Geen                                    |
| Maique Silva                    | 4 september 1993  | Brazilië      | Neo                                     |
| Alcides Flaviano Vieira         | 22 december 1981  | Brazilië      | Geen                                    |
| Cleberson Weber                 | 19 augustus 1984  | Brazilië      |                                         |

### Overwinningen
| Wedstrijd                                   | Datum            | Categorie | Winnaar                 |
| ------------------------------------------- | ---------------- | --------- | ----------------------- |
| 8e etappe Ronde van Brazilië                | 16 februari 2014 | 2.2       | Nilceu dos Santos       |
| Eindklassement Ronde van de Staat São Paulo | 23 maart 2014    | 2.2       | Gregolry Panizo         |
| 3e etappe Volta Rio Grande do Sul           | 11 april 2014    | 2.2       | Cleberson Weber         |
| 5e etappe Ronde van Paraná                  | 27 april 2014    | 2.2       | Alcides Flaviano Vieira |